# Supercopa de los Países Bajos 2015
La Supercopa de los Países Bajos 2015 (Johan Cruijff Schaal 2015 en neerlandés) fue la 26.ª edición de la Supercopa de los Países Bajos. El partido se jugó el 3 de agosto de 2015 en el Amsterdam Arena entre el PSV Eindhoven como campeón de la Eredivisie 2014-15 y el FC Groningen, campeón de la KNVB Beker 2014-15. PSV ganó por 3-0 en el Amsterdam Arena frente a 24.000 espectadores.
| PSV Eindhoven |  | Bandera de los Países Bajos |  | Campeón de la Eredivisie 2014-15               |
| FC Groningen  |  | Bandera de los Países Bajos |  | Campeón de la Copa de los Países Bajos 2014-15 |

## Partido
| 1          | Guardameta     | Sergio Padt      |     |
| 33         | Defensa        | Hans Hateboer    |     |
| 3          | Defensa        | Eric Botteghin   |     |
| 21         | Defensa        | Rasmus Lindgren  |     |
| 28         | Defensa        | Abel Tamata      |     |
| 24         | Centrocampista | Tom Hiarej       |     |
| 10         | Centrocampista | Albert Rusnák    | 62' |
| 22         | Centrocampista | Simon Tibbling   | 74' |
| 7          | Delantero      | Jarchino Antonia |     |
| 8          | Delantero      | Michael de Leeuw |     |
| 11         | Delantero      | Brian Linssen    | 62' |
| Entrenador | Entrenador     | Erwin van Looi   |     |

| 1          | Guardameta     | Jeroen Zoet          |     |
| 4          | Defensa        | Santiago Arias       |     |
| 5          | Defensa        | Jeffrey Bruma        |     |
| 2          | Defensa        | Nicolas Isimat-Mirin |     |
| 14         | Defensa        | Simon Poulsen        | 69' |
| 29         | Centrocampista | Jorrit Hendrix       |     |
| 6          | Centrocampista | Davy Pröpper         |     |
| 10         | Centrocampista | Adam Maher           | 85' |
| 11         | Delantero      | Luciano Narsingh     |     |
| 9          | Delantero      | Luuk de Jong         |     |
| 19         | Delantero      | Jürgen Locadia       | 74' |
| Entrenador | Entrenador     | Phillip Cocu         |     |

| 14 | Delantero      | Mimoun Mahi Augustin | 62' |
| 17 | Centrocampista | Jesper Drost         | 62' |
| 38 | Delantero      | Leandro Bacuna       | 74' |

| 7  | Delantero      | Gastón Pereiro  | 85' |
| 18 | Centrocampista | Andres Guardado | 74' |
| 20 | Defensa        | Joshua Brenet   | 69' |

| Anotado | 25' | Luuk de Jong | 0-1 |
| Anotado | 50' | Adam Maher   | 0-2 |
| Anotado | 63' | Luuk de Jong | 0-3 |

| Amonestado | 67' | Rasmus Lindgren |
|            |     |                 |

| Amonestado | 90+1' | Andrés Guardado |
|            |       |                 |

|  |

|  |

| Árbitro             | Bas Nijhuis    |
| Árbitros asistentes | Rob van de Ven |
| Árbitros asistentes | Charl Schaap   |
| Cuarto Árbitro      | Angelo Boonman |

| 1          | Guardameta     | Sergio Padt      |     |
| 33         | Defensa        | Hans Hateboer    |     |
| 3          | Defensa        | Eric Botteghin   |     |
| 21         | Defensa        | Rasmus Lindgren  |     |
| 28         | Defensa        | Abel Tamata      |     |
| 24         | Centrocampista | Tom Hiarej       |     |
| 10         | Centrocampista | Albert Rusnák    | 62' |
| 22         | Centrocampista | Simon Tibbling   | 74' |
| 7          | Delantero      | Jarchino Antonia |     |
| 8          | Delantero      | Michael de Leeuw |     |
| 11         | Delantero      | Brian Linssen    | 62' |
| Entrenador | Entrenador     | Erwin van Looi   |     |

| 1          | Guardameta     | Jeroen Zoet          |     |
| 4          | Defensa        | Santiago Arias       |     |
| 5          | Defensa        | Jeffrey Bruma        |     |
| 2          | Defensa        | Nicolas Isimat-Mirin |     |
| 14         | Defensa        | Simon Poulsen        | 69' |
| 29         | Centrocampista | Jorrit Hendrix       |     |
| 6          | Centrocampista | Davy Pröpper         |     |
| 10         | Centrocampista | Adam Maher           | 85' |
| 11         | Delantero      | Luciano Narsingh     |     |
| 9          | Delantero      | Luuk de Jong         |     |
| 19         | Delantero      | Jürgen Locadia       | 74' |
| Entrenador | Entrenador     | Phillip Cocu         |     |

| 14 | Delantero      | Mimoun Mahi Augustin | 62' |
| 17 | Centrocampista | Jesper Drost         | 62' |
| 38 | Delantero      | Leandro Bacuna       | 74' |

| 7  | Delantero      | Gastón Pereiro  | 85' |
| 18 | Centrocampista | Andres Guardado | 74' |
| 20 | Defensa        | Joshua Brenet   | 69' |

| Anotado | 25' | Luuk de Jong | 0-1 |
| Anotado | 50' | Adam Maher   | 0-2 |
| Anotado | 63' | Luuk de Jong | 0-3 |

| Amonestado | 67' | Rasmus Lindgren |
|            |     |                 |

| Amonestado | 90+1' | Andrés Guardado |
|            |       |                 |

|  |

|  |

| Árbitro             | Bas Nijhuis    |
| Árbitros asistentes | Rob van de Ven |
| Árbitros asistentes | Charl Schaap   |
| Cuarto Árbitro      | Angelo Boonman |

|                                  |
| Campeón PSV Eindhoven 10º título |